# Lennox (Isle Madame)
Pour les articles homonymes, voir Lennox.
 Lennox est une communauté acadienne sur l'Isle Madame au Cap-Breton.